# Värmlands läns östra valkrets
Värmlands läns östra valkrets var i riksdagsvalen till andra kammaren 1911–1920 en egen valkrets med fyra mandat. Valkretsen avskaffades vid valet 1921 då hela länet bildade Värmlands läns valkrets.

## Riksdagsledamöter

### 1912–vårsessionen 1914
- Carl Jansson, lib s
- Axel Schotte, lib s
- Nils A:son Berg, s
- Nils Helger, s

### Höstsessionen 1914
- Gustaf Åkerlindh, lmb
- Axel Schotte, lib s
- Nils A:son Berg, s
- Nils Helger, s

### 1915–1917
- Gustaf Åkerlindh, lmb
- Axel Schotte, lib s
- Nils A:son Berg, s
- Nils Helger, s

### 1918–1920
- Carl Jansson, lib s
- Lars Gustaf Larsson, lib s (1918–19/3 1920)
  - Stellan Guldström, lib s (20/4–31/12 1920)
- Nils A:son Berg, s (lagtima riksdagen 1918)
  - Lars Johan Carlsson, s (urtima riksdagen 1918–1920)
- Nils Helger, s (1918)
  - Gustaf Strömberg (lagtima riksdagen 1919)
    - Ernst August Lantz, s (urtima riksdagen 1919–1920)

### 1921
- Carl Ros, lmb
- Carl Jansson, lib s
- Lars Johan Carlsson-Frosterud, s
- Herman Norling, s